# Famille Lorieux
 (septembre 2024).
La famille Lorieux est une famille française.

## Personnalités

### Bonaventure Ambroise Lorieux
Sieur de la Mainguisserie, il est procureur de Saint-Nazaire et membre du district de Guérande en 1790.
Il épouse Julienne David de Drézigué, sœur du maire du Croisic René David de Drézigué, député aux États de Bretagne et fusillé comme royaliste en 1793 par les républicains.

### Bonaventure Lorieux (1794-1814)
Polytechnicien (1811)

### Edmond Lorieux (1867-1932)
Fils d'Edmond Lorieux, Edmond Théodore Lorieux sort diplômé de l'École polytechnique et devient ingénieur des ponts et chaussées. Il est nommé  directeur de l'office national du tourisme en 1911.
Il sert avec le grade de lieutenant-colonel du Génie, adjoint au chef du service des routes militaires, durant la Première Guerre mondiale. Il est promu colonel à l'élat-major particulier du génie du gouvernement militaire de Paris en 1925.
Il est nommé directeur du personnel et de la comptabilité à l'administration centrale du ministère des travaux publics en 1921. Inspecteur général des ponts et chaussées, il est président de la 1re section du Conseil général des ponts et chaussées et de la commission permanente des cantonniers.
Il est commandeur de la Légion d'honneur en 1932.
Il épouse Marthe Guiard, fille de l'ingénieur Georges Guiard et de la mécène et philanthrope Fanny Goüin, et nièce d'Émile Guiard et petite-fille d'Ernest Goüin.

### Louis Lorieux (1871-1953)
Fils de Théodore-Marie Lorieux, diplômé de l'École centrale des arts et manufactures, il devient ingénieur civil et intègre Thomson-Houston, puis la Société de construction des Batignolles.
Membre du conseil d'administration de plusieurs filiales de la Société de construction des Batignolles, il est notamment secrétaire du conseil puis administrateur délégué de la Compagnie des chemins de fer Bône-Guelma, ainsi que vice-président  de la Compagnie du chemin de fer de Dakar à Saint-Louis,. Il est également administrateur de la Société anonyme des Chantiers généraux.
Il devient membre de la Société des ingénieurs civils de France en 1899.
Il épouse la fille de Jules Goüin.

### Denis Lorieux
Historien, il est président de la Fédération des sociétés archéologiques et historiques de l'Aisne.